# Лободин, Герман Григорьевич
Ге́рман Григо́рьевич Лобо́дин (20 ноября 1928, Архангельское — 4 июня 1978, Уфа) — советский боксёр, представитель полусредней весовой категории. Выступал на всесоюзном уровне в первой половине 1950-х годов, двукратный чемпион СССР, двукратный чемпион Ленинграда, победитель Всесоюзных студенческих игр, бронзовый призёр первенства ВЦСПС, мастер спорта СССР. Также известен как педагог и тренер по боксу. Судья всесоюзной категории.

## Биография
Герман Лободин родился 20 ноября 1928 года в селе Архангельское Уфимского кантона Башкирской АССР. Окончил Стерлитамакский техникум физической культуры, после чего переехал на постоянное жительство в Ленинград, где учился в Государственном институте физической культуры имени П. Ф. Лесгафта, который окончил в 1952 году.
Начинал заниматься боксом в уфимском совете добровольного спортивного общества «Трудовые резервы» у тренеров Р. Т. Габдракипова и В. Г. Ромашковцева, позже проходил подготовку в ленинградском спортивном обществе «Искра» под руководством заслуженного тренера СССР Александра Николаевича Кудрина.
Первого серьёзного успеха как спортсмен добился в 1950 году, выиграв первенство Ленинграда по боксу. Год спустя выступил на чемпионате СССР в Донецке и завоевал здесь награду золотого достоинства, победив всех своих соперников в зачёте полусредней весовой категории, в том числе москвича Александра Чеботарёва в финале. Помимо этого, выиграл и командное первенство страны. Выполнил норматив мастера спорта СССР.
В 1952 году на чемпионате СССР в Москве Лободин повторил прошлогодний успех, вновь прошёл всех оппонентов в полусреднем весе и стал таким образом двукратным чемпионом страны. Также в этом сезоне он вновь выиграл первенство Ленинграда и занял первое место на командном турнире боксёров демократических стран. В 1953 году получил бронзу на первенстве ВЦСПС. Последний раз показал сколько-нибудь значимый результат как боксёр в 1955 году, когда одержал победу на Всесоюзных студенческих играх.
Ещё будучи действующим боксёром, занимался педагогической деятельностью, в частности в период 1951—1959 годов работал преподавателем в Ленинградском техникуме физической культуры и спорта. Впоследствии работал тренером-преподавателем на кафедрах физического воспитания в Уфимском нефтяном и Уфимском авиационном институтах. В 1967 году признан лучшим тренером Башкирской АССР. Подготовил чемпиона Европы среди железнодорожников Алексея Баранова, финалиста первенства СССР Рашита Юнусова, бронзового призёра первенства РСФСР Явита Калимуллина и др.
Неоднократно принимал участие в соревнованиях по боксу в качестве судьи. Судья всесоюзной категории.
Умер 4 июня 1978 года в Уфе в возрасте 49 лет.